# Retorno de lo reprimido
Retorno de lo reprimido es un concepto del psicoanálisis que describe el proceso o mecanismo psíquico mediante el cual los contenidos que fueron «reprimidos», es decir expulsados de la consciencia, tienden constantemente a reaparecer. El material retorna de manera distorsionada o deformada (por ejemplo, en forma de síntomas, sueños, actos fallidos y lapsus o fantasías oníricas diurnas). Estas formaciones del inconsciente, a través de las cuales opera el retorno de lo reprimido, constituyen «formaciones transaccionales», es decir, son el resultado de una suerte de negociación entre la instancia psíquica represora y las representaciones reprimidas, representantes de la pulsión. 

## Desarrollo del concepto en la obra de Freud
El retorno de lo reprimido aparece como concepto muy tempranamente en la obra de Freud. Se puede rastrear su primera mención ya en las primeras publicaciones psicoanalíticas de 1896
El concepto se fundamenta en otra idea esencial de la teoría psicoanalítica: para Freud los contenidos que se alojan en el inconsciente y que representan a las pulsiones tienen un carácter indestructible. Eso significa que la represión nunca es completamente efectiva, en el sentido de que solo logra encapsular el contenido, expulsarlo de la consciencia y empujarlo hacia el inconsciente, pero no consigue jamás aniquilarlo o destruirlo. En el inconsciente, estos contenidos conservan plena efectividad psíquica, es decir, lo reprimido está siempre activo e intentando permanentemente retornar.
Desde el comienzo, y durante el transcurso de toda su obra, Freud mantuvo la idea de que el mecanismo de la formación de síntomas neuróticos se podía explicar a través del retorno de lo reprimido. Sin embargo, el carácter específico de la relación entre represión y retorno de lo reprimido fue interpretado de dos maneras muy distintas:
- Lo reprimido se valdría para su retorno de las mismas vías asociativas que otrora fueron utilizadas por la represión. Se reproduciría entonces la misma lucha entre las fuerzas en conflicto:

«[...]y todo ensayo de introducir en la consciencia la causa inconsciente y reprimida de la enfermedad llama de manera necesaria a los componentes pulsionales en cuestión a trabar renovado combate con los poderes que los reprimen, para llegar a un final ajuste de cuentas con estos, a menudo en medio de los más violentos fenómenos reactivos».
Sigmund Freud (1906)

- El retorno de lo reprimido constituye un mecanismo específico, que no utiliza necesariamente las mismas vías ni representa necesariamente una reproducción exacta de la misma lucha entre fuerzas. Esta nueva concepción es desarrollada por Freud fundamentalmente en el ensayo La represión, texto publicado en 1915 y que forma parte de la colección de escritos agrupados en la «metapsicología»:

«Sabemos también que la represión deja síntomas como secuela. ¿Haremos coincidir formación sustitutiva y formación de síntoma? Y si esto puede aceptarse globalmente, ¿se superponen el mecanismo de la formación de síntoma y el de la represión? Por ahora parece verosímil que ambos divergen, que no es la represión misma la que crea formaciones sustitutivas y síntomas, sino que estos últimos en cuanto indicios de un retorno de lo reprimido, deben su génesis a procesos por completo diversos.»
Sigmund Freud (1915)

Tras la revisión de la idea inicial, y con la nueva descripción de un retorno de lo reprimido como un tercer tiempo (diferenciado de la represión misma), se abre para Freud la posibilidad de hacer distinciones más precisas acerca de la formación de síntomas en las diferentes formas de la neurosis y describir otros mecanismos específicos (desplazamiento, condensación, conversión) a través de los cuales se produce el retorno en la fobia, en la neurosis obsesiva y en la histeria.